# Gerardo Moreno
Gerardo Moreno Cruz (ur. 29 listopada 1993 w Tampico) – meksykański piłkarz występujący na pozycji defensywnego pomocnika, od 2022 roku zawodnik Correcaminos UAT.